# Semiothisa trifasciata
Semiothisa trifasciata là một loài bướm đêm trong họ Geometridae.